# Бухтарминский уезд
Бухтарми́нский уе́зд — административно-территориальная единица Алтайской и Семипалатинской губерний, существовавшая в 1920—1928 годах.
Бухтарминский уезд был образован в 1920 году из юго-восточной части Змеиногорского уезда.
Первоначально в нём было 15 волостей:
- Богатырёвская (центр — с. Богатырёвское — ныне с. Богатырево Зыряновского района)
- Бухтарминская (центр — с. Снегирёво — ныне с. Снегирево Зыряновского района)
- Верхне-Бухтарминская (центр — с. Сенное — ныне с. Сенное Катон-Карагайского района)
- Защитная (ст. Защита — ныне ст. Защита (район г. Усть-Каменогорск))
- Зыряновская (центр — с. Зыряновское — ныне г. Зыряновск)
- Красивая (центр — с. Красивое)
- Кутузовская (центр — с. Кутузовское)
- Никольская (центр — с. Никольское — ныне с. Никольское Зыряновского района)
- Петровская (центр — с. Петровское)
- Пограничная (центр — с. Пограничное)
- Полтавская (центр — с. Полтавское)
- Самарская (центр — с. Самарка — ныне с. Самарское Самарского района)
- Солоновская (центр — с. Солоновское — ныне с. Солоновка Катон-Карагайского района)
- Уркорская кочевая
- Черновинская (центр — с. Черновское — ныне с. Черновое Катон-Карагайского района).

В июне 1921 года уезд был передан в Семипалатинскую губернию.
В 1923 году была проведена реформа АТД и число волостей сократилось до 11: Алтайская (центр — аул № 8), Будённовская (центр — с. Полтавское), Зыряновская (центр — с. Зыряновское), Катон-Карагайская, Курчумская (центр — аул № 7), Нарымская (центр — с. Ногмановка, Нугумановка, ныне на дне Бухтарминского водохранилища), Поздняковская, Пролетарская (центр — с. Череменское), Темиро-Тургусунская (центр — с. Парыгино — ныне с. Парыгино Зыряновского района), Тимофеевская (центр — с. Бахты, на дне Бухтарминского водохранилища), Чингистайская (центр — с. Катон-Карагай).
В 1924-25 гг. Алтайская и Курчумская волости были объединены в Алтайско-Курчумскую (центр — аул № 8), Будённовская и Поздняковская волости присоединены к Тимофеевской, Пролетарская и Темиро-Тургусунская — к Зыряновской.
17 января 1928 года Бухтарминский уезд был упразднён. Его территория отошла к Семипалатинскому округу Казакской АССР.